# Nicolae Timofti
Nicolae Timofti, född 22 december 1948 i Tjutulesjty, Moldaviska SSR, Sovjetunionen (nuvarande Ciutulești, rajonen Florești, Moldavien), är en moldavisk politiker och jurist som var Moldaviens president från 23 mars 2012 till 23 december 2016.